# Lago Swan (Manitoba)
O lago Swan é um lago de água doce localizado na província de Manitoba, no Canadá. 

## Descrição
Este lago encontra-se dentro das Coordenadas geográficas de Latitude e Longitude: 52º 10'35" Norte 101º 14'39" Oeste. 
O lago deve o seu nome aos cisnes-trombeteiros encontrados na região.
O Lago dos Cisnes cobre uma área de 310 km2, com uma profundidade média de 2,3 m, dando um volume de água confinada de 705 milhões m3. Há um grande pântano e bastante complexo ao longo da [osta oeste do lago, perto do rio Swan e do rio Wood, que são no seu conjunto, contando com o lago uma área importante para as aves migratórias na região.